# Cyclisme aux Jeux africains de 1965
Navigation
1973
Les compétitions de cyclisme aux Jeux africains de 1965 ont lieu en juillet 1965, à Brazzaville, en République du Congo.

## Médaillés
| Épreuve                      | Or                                                              | Argent           | Bronze                  |
| ---------------------------- | --------------------------------------------------------------- | ---------------- | ----------------------- |
| Course en ligne              | Ahmed Djellil (ALG)                                             | Tahar Zaaf (ALG) | Solo Razafinarivo (MAD) |
| Course en ligne par équipes  | Madagascar                                                      | Cameroun         | Algérie                 |
| Contre-la-montre par équipes | Algérie Tahar Zaaf Madjid Hamza Hocine Chibane Belkacem Ouachek | Madagascar       | Sénégal                 |

## Tableau des médailles
| Rang  | Nation     | Or | Argent | Bronze | Total |
| ----- | ---------- | -- | ------ | ------ | ----- |
| 1     | Algérie    | 2  | 1      | 1      | 4     |
| 2     | Madagascar | 1  | 1      | 1      | 3     |
| 3     | Cameroun   | 0  | 1      | 0      | 1     |
| 4     | Sénégal    | 0  | 0      | 1      | 1     |
| Total | Total      | 3  | 3      | 3      | 9     |